# 랄리 에스포시토
마리아나 "랄리" 에스포지토(부에노스 아이레스; 1991년 10월 10일)는 아르헨티나의 배우, 가수, 작곡가이다. [7][8] 그녀는 린콘 데 루스, 플로렐라, 치키타스 등 크리스 모레나에서 소녀로 활동하기 시작했다. 그녀는 거의 천사에서 마리안엘라 리날디의 캐릭터를 연기하고 시리즈에서 파생된 팝 밴드 틴 앤젤스의 일원으로 알려졌습니다.

## 음반 목록
솔로 음반
2014년: 춤을 춰요.
2016년: 나는
2018: 브라바
2020: 파운드
틴 앤젤스와의 음반
2007년: 틴 앤젤스
2008년: 틴 앤젤스 2
2009년: 틴 앤젤스 3
2010년: 틴 앤젤스 4
2010년: 틴 엔젤스: 역사 [231]
2011년: 틴 앤젤스 5
2012년: 이별
사운드트랙 음반
2015년: 에스페란자 미오

## 작품 목록

### 영화
- 피고인 (Acusada, 2018)

### 텔레비전
- 에스페란사 미아 (2015-16)